# Coptotomus
Coptotomus là một chi bọ cánh cứng trong họ Dytiscidae.
Chi này được Say miêu tả khoa học năm 1830.

## Các loài
Các loài trong chi này gồm:
- Coptotomus difficilis LeConte, 1852
- Coptotomus interrogatus (Fabricius, 1801)
- Coptotomus longulus LeConte, 1852
- Coptotomus loticus Hilsenhoff, 1980
- Coptotomus venustus (Say, 1823)